# سهيل أناند
سهيل أناند هو ممثل هندي، ولد في 1987 في الهند.

## أعمال

### أفلام
- (2012) طالب السنة

## وصلات خارجية
- سهيل أناند على موقع IMDb (الإنجليزية)
- سهيل أناند على موقع قاعدة بيانات الفيلم (الإنجليزية)
- سهيل أناند على موقع كينوبويسك (الروسية)